# Cröchern
Cröchern este o comună din landul Saxonia-Anhalt, Germania.